# Мпандо
Мпа́ндо (англ. Mpando) — традиційна громада у складі дистрикту Нтчеу Центрального регіону Малаві.
Населення — 77612 осіб (2018).